# Salvia eigii
Salvia eigii är en kransblommig växtart som beskrevs av Michael Zohary. Salvia eigii ingår i släktet salvior, och familjen kransblommiga växter. Inga underarter finns listade i Catalogue of Life.